# Iombes

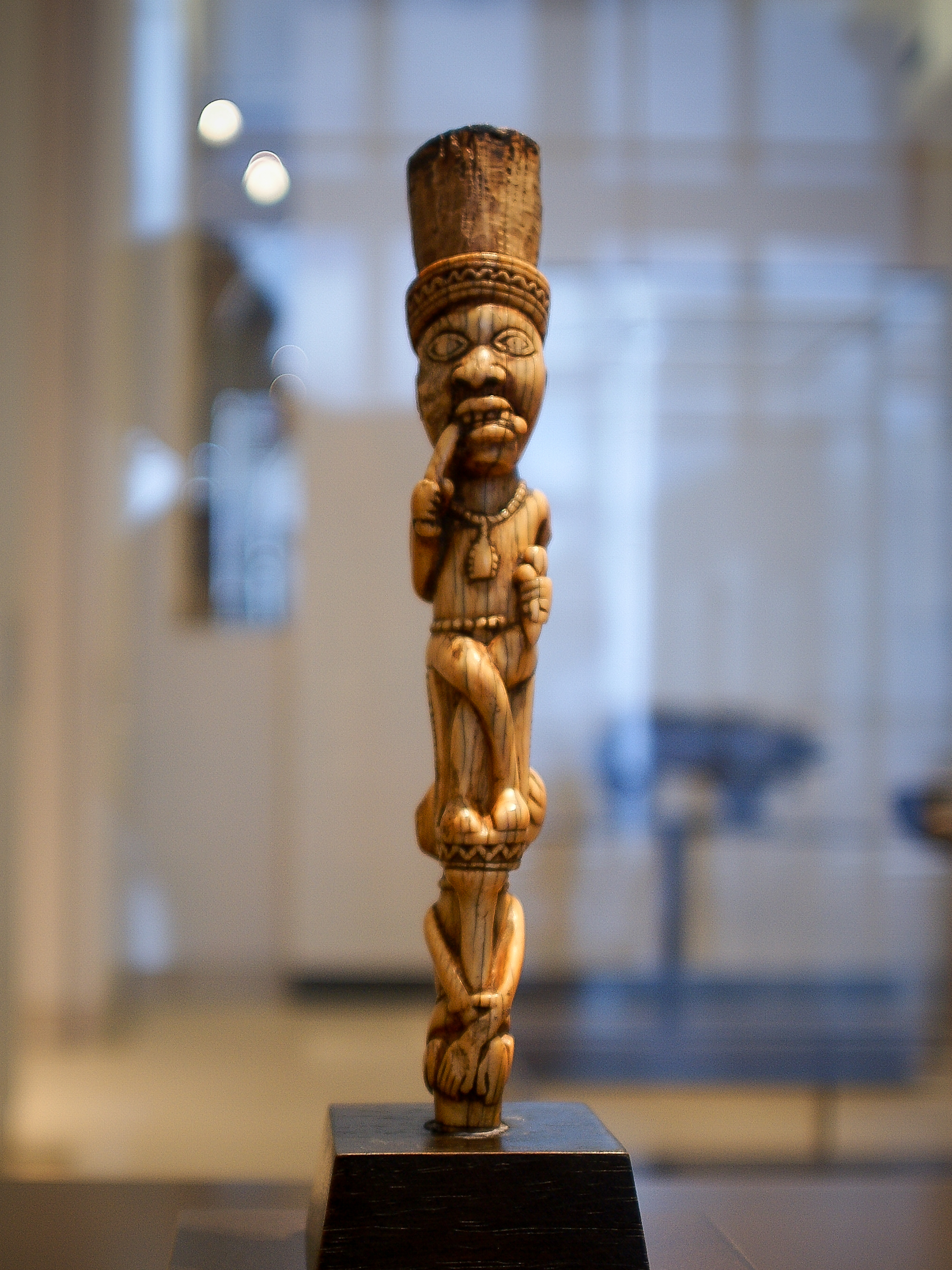
Escultura iombe no Louvre, Paris

Os iombes (yombes) são dois grupos de povos viventes na África. Os baiombe residentes entre os tumbucas da Zâmbia que falam um dialeto chamado chiombe. O chefe muiombe é seu líder e eles têm o Vincacanimba como sua cerimônia anual tradicional. Residem no planalto e sua área é geograficamente contada como parte da província do norte da Zâmbia embora linguisticamente estão mais próximos às línguas da Província Oriental.[carece de fontes?]
Outro grupo, também referido como maiombes, vivem na parte sul-ocidental da República do Congo, com os outros que vivem na República Democrática do Congo e Angola.